# شعب المايا

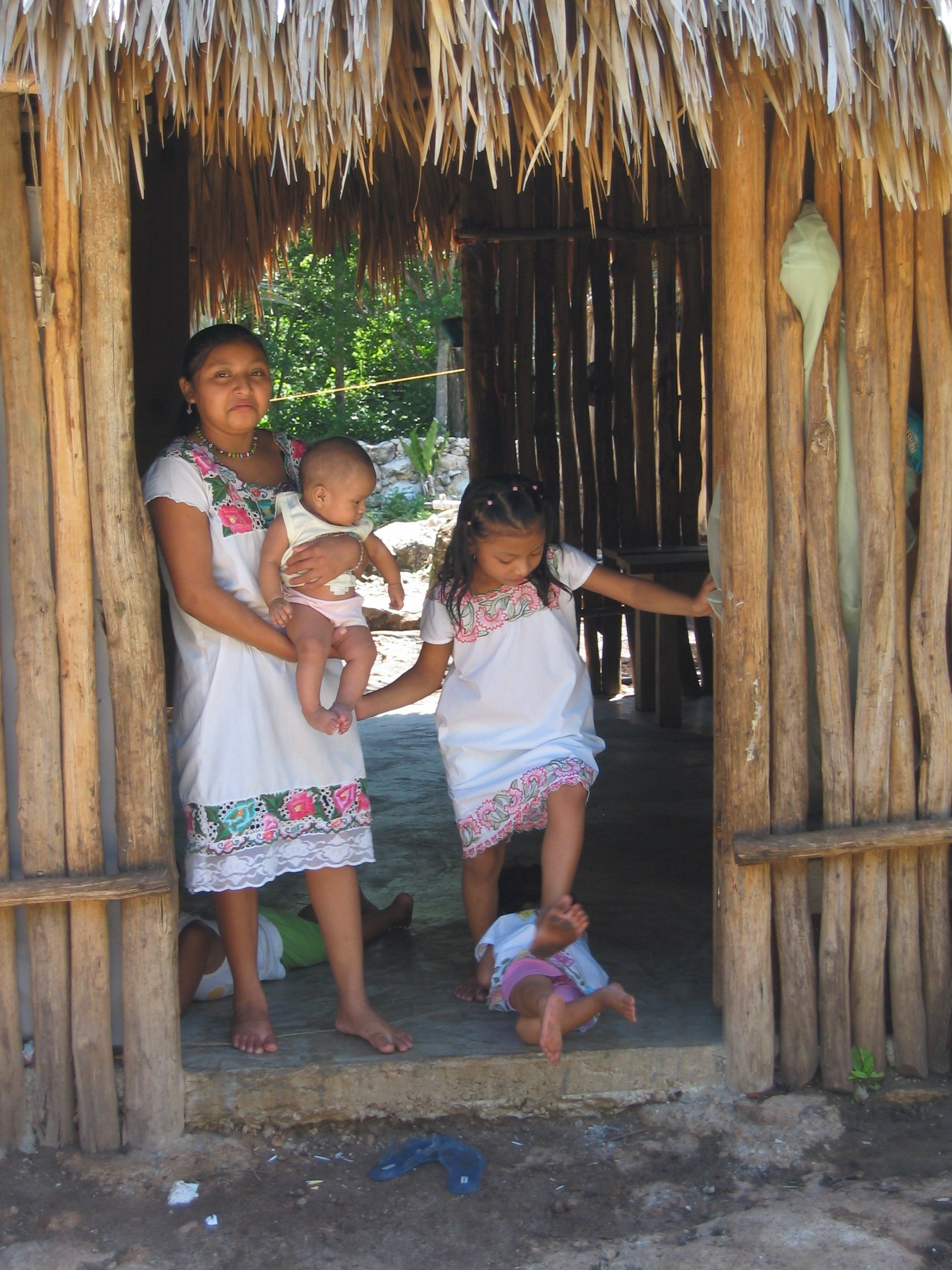

المايا مجموعة من الشعوب الأصلية في أمريكا الوسطى. تشكلت حضارة المايا القديمة على يد هذه المجموعة. يتحدر شعب المايا اليوم من الأفراد الذين عاشوا ضمن تلك الحضارة التاريخية. يقطنون اليوم جنوبي المكسيك وغواتيمالا وبيليز والسلفادور وهندوراس. «المايا» مصطلح جماعي حديث لشعوب المنطقة؛ لم يستخدم هذا المصطلح تاريخيًا من قبل السكان الأصليين أنفسهم. لا يوجد إحساس مشترك بالهوية أو الوحدة السياسية بين المجموعات السكانية والمجتمعات والمجموعات العرقية المتمايزة، لأن لكل منها تقاليدها وثقافاتها الخاصة وهويتها التاريخية.
يقدر أن سبعة ملايين من أفراد المايا عاشوا في تلك المنطقة في بدايات القرن الحادي والعشرين. حافظت غواتيمالا، وجنوبي المكسيك، وشبه جزيرة يوكاتان، بيليز، السلفادور، وغربي هندوراس ببقايا عديدة من تراث المايا الثقافي القديم. اندمج بعضهم تمامًا ضمن ثقافات الأمم التي أقاموا فيها والتي غلبت عليها ثقافة المستيزو ذات الطابع الإسباني، في حين ما زال البعض الآخر يعيش حياة أكثر تقليدية وتمايزًا من الناحية الثقافية، متحدثين غالبًا إحدى لغات المايا لغة أساسية لهم.
تعيش أكبر أعداد من شعب المايا المعاصر في غواتيمالا بيليز والمناطق الغربية من هندوراس والسلفادور، فضلًا عن شرائح كبيرة منهم داخل الولايات المكسيكية مثل يوكاتان وكامبيتشي وكينتانا رو وتاباسكو وتشاباس.

## شعب المايا في شبه جزيرة يوكاتان
تعيش إحدى أكبر مجموعات المايا في شبه جزيرة يوكاتان، التي تضم ولايات يوكاتان، كامبيتشي، وكينتانا رو المكسيكية، بالإضافة إلى بيليز. يعرف هؤلاء الأفراد أنفسهم باسم «المايا» دون تقسيم عرقي آخر «خلافًا لمرتفعات غرب غواتيمالا). يتحدثون اللغة التي يطلق عليها علماء الأنثروبولوجيا «المايا اليوكاتية»، ولكن يشار إليها من قبل اليوكاتيين ومتحدثيها ببساطة باسم «المايا». إلى جانب متحدثي المايا، غالبًا ما تستخدم الإسبانية كلغة أولى أو ثانوية. هناك نوع من الإشكال في ما يتعلق بالمصطلحات الصحيحة التي يجب -المايا أو المايان- ومعنى هذه الكلمات في ما يتعلق بالشعوب المعاصرة أو ما قبل كولومبس، إلى شعوب المايا في مختلف أنحاء المكسيك، وغواتيمالا، وبيليز، وإلى اللغات أو الشعوب.

## خصائصه
كان شعب المايا يتميز بالفنون وفن العمارة والتصوير التشكيلي والخزف والنحت، وحققوا تقدمًا كبيرًا في علم الفلك والرياضيات وطوروا تقويمًا سنويًا.
ووصلت حضارة المايا أقصى مراحل تطورها الكبرى في منتصف القرن الثالث الميلادي واستمرات حوالي 600عام وأكثر. وكانوا أحد الشعوب الأولى في النصف الغربي للكرة الأرضية، حيث كان لديهم شكل متطور للكتابة.
كان شعب المايا يعيش في مساحة تبلغ حوالي 311الف كيلو متر مربع، وتم تقسيم هذه المساحة في الوقت الحاضر إلى عدت مناطق من أهمها الولايات المكسيكية كامبيشي، ويوكاتان، وكوينتانا رو، وجزء من ولايتيّ تاباسكو، وتشياباس. كما تضم كذلك بليز ومعظم غواتيمالا، وأجزاء من إلسلفادور والهندوراس.
ويوجد مركز حضارة المايا في الغابة المدارية للأراضي المنخفضة في غواتيمالا الشمالية. وتطور في هذه المنطقة عدد من مدن المايا المهمة، مثل: بييدراس نيكراس، وتيكال وأوكساكتون.